# Mount Bartle Frere
Mount Bartle Frere är ett 1 622 meter högt berg i Queensland, Australien och delstatens högsta punkt. Det ligger i Wooroonooran National Park 60 kilometer söder om Cairns och är uppkallat efter Henry Bartle Frere. Berget bestegs för första gången av Christie Palmerston 1886.